# Província FM
Província FM é uma estação de rádio brasileira sediada em Tenente Portela, cidade do estado do Rio Grande do Sul. Opera no dial FM, na frequência 100.7 MHz, e é afiliada à Rede Gaúcha Sat. Pertence ao Sistema Província de Comunicação, que também é composto pelo Jornal Província.

## História
A Província FM recebeu sua concessão para operar na cidade de Tenente Portela em 8 de setembro de 1988. A emissora iniciou suas operações em 17 de junho de 1989, tendo sido fundada pelo jornalista Jalmo Fornari. Tornou-se uma das primeiras a operar em FM na região noroeste do Rio Grande do Sul, e a primeira na cidade. Um mês depois, em 19 de julho, foi realizada uma inauguração oficial, com a presença de autoridades.
Em 1999, a Província FM tornou-se afiliada à Rede Gaúcha Sat, rede de rádio encabeçada pela Rádio Gaúcha e de propriedade do Grupo RBS.

## Programas e comunicadores
Além de retransmitir a programação estadual da Rede Gaúcha Sat, a Província FM produz e transmite os seguintes programas:
- Bailão da 100,7 (Marcos Guterres)
- Bom Dia Província (Marcelino Antunes)
- Estação Província (Jonas Martins)
- Estrada da Vida (Carine de Carvalho)
- Pelos Caminhos do Sul (Marcelino Antunes)
- Mateando com a Província (Marcelino Antunes)
- Província de Bem com Você (Carine de Carvalho)
- Província Retrô
- Revista 100,7 (Jonas Martins)
- Tribuna Popular (Jalmo Fornari)